# واهاگن

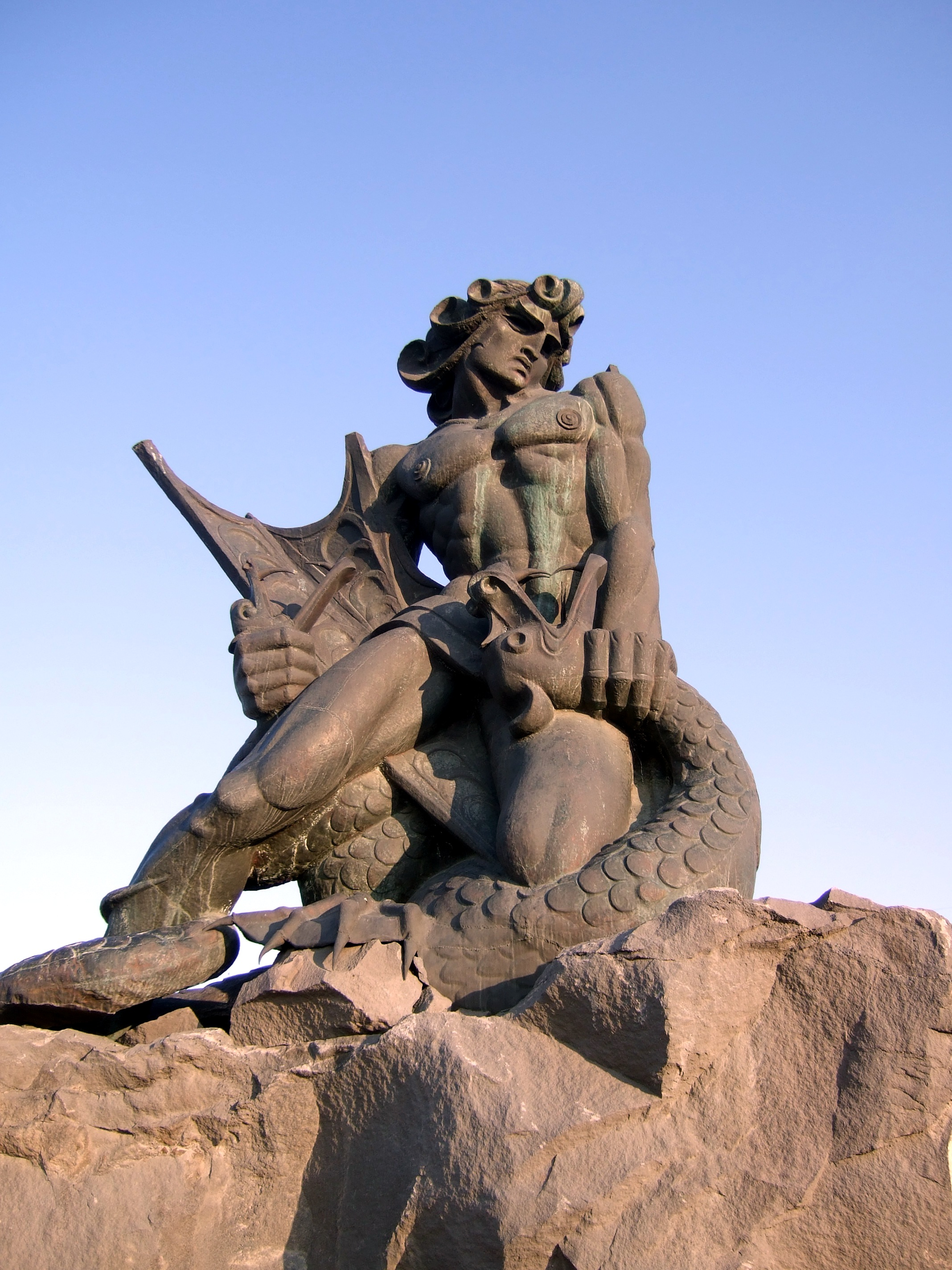
تندیس واهاگن در ایروان

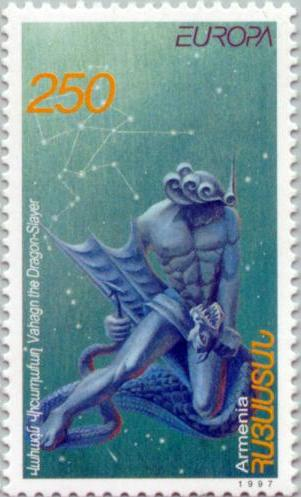

واهاگن والاترین مقام در اساطیر ارمنی، ایزد جنگ، شجاعت و فتح و پیروزی است. در بعضی از روایات اساطیری، به عنوان ایزد خورشید نیز آمده‌است. در یکی از دستنوشته‌های مربوط به خلقت جهان چنین آمده‌است: «خورشید را پرستیدند و واهاگن نامیدند.» بنابر گفته آنانیا شیراکاتسی، ارمنیان مجموعه ستارگان راه شیری را مربوط به نام واهاگن دانسته و آن را «راه قدیمی خورشیدی» نامیده‌اند. به نظر او ارمنیان معتقد بودند واهاگن و «بارشامین» ایزد بزرگ آشوریان، در زمستانی سخت، مشغول دزدیدن کاه بوده‌اند، آن‌ها هنگام بازگشت کاه‌ها را در آسمان جا گذاشتند، و بدین گونه در آسمان مجموعه‌ای از کاه ایجاد شده‌است، از این رو راه شیری در ارمنی به «راه کاه‌دزدی» معروف است. بنابر اسطوره‌شناسی واهاگن به عنوان شکارچی شجاع با تاریکی و قوای اژدهایان شر و مضر مبارزه می‌کند. به همین دلیل لقب «اژدهاکش» را به او داده‌اند.

## تاریخ
معبد اصلی واهاگن در ولایت تارون (ارمنستان باستان) روستایی به نام «ویشاپ» قرار داشت. در آن معبد مجسمه بزرگ واهاگن قرار داشت و در اتاقهای مجاور مجسمه‌های ایزد بانو آستقیک و آناهید (اساطیر ارمنی) ایزد بانوی مادر قرار داشت. آستقیک به عنوان عروس واهاگن به حساب آمده و تالار آن به نام اتاق واهاگن نامیده شده‌است.
در سال ۳۰۱ میلادی همراهان و سپاه گریگور روشنگر پس از جنگ‌های فراوان معبد اصلی واهاگن را ویران کردند و در آن مکان اولین کلیسای ارمنی بنا شد. (کلیسای کاراپت مقدس) در گاه‌شماری باستانی ارمنی روز بیست و هفتم ماه به نام او ذکر شده‌است.
در شعری حماسی، مربوط به واهاگن که محبوبترین ایزد ارمنیان بوده‌است، او را نوجوانی زاییده شده از چهار عنصر یعنی آسمان (هوا)، زمین (خاک)، دریا (آب)، و نی زرد مایل به ارغوانی (آتش) دانسته‌اند که دارای موهای آتشین (پراکنده‌کننده آتش)، ریش آتشین (آتش سوز) و چشمانی مثال خورشید است.
آسمان دردِ زِه داشت و دردِ زِه داشت زمین
به درد زایمان گرفتار بود بحر ارغوانین
نی سرخ‌فام در نیستان بحر بیکران
لرزان همی بود از درد زایمان
از گلوگاه نی دود همی خاست روان
دوان شد از آن شعله‌ها میان
پسر گیسو طلای نوجوان
او داشت آذرگون زلفان
ریشی چون شعله‌ها لرزان
داشت دو چشم چون خورشید رخشان